# On a Storyteller's Night
On a Storyteller's Night är det brittiska melodiska hårdrocksbandet Magnums femte studioalbum, utgivet i maj 1985. Illustrationen på skivans omslag utfördes av Rodney Matthews.

## Låtförteckning
Alla låtar är skrivna av Tony Clarkin.

### Skiva 1
1. "How Far Jerusalem" — 6:25
2. "Just Like An Arrow" — 3:22
3. "On A Storyteller's Night" — 4:59
4. "Before First Light" — 3:52
5. "Les Morts Dansant" — 5:47
6. "Endless Love" — 4:30
7. "Two Hearts" — 4:24
8. "Steal Your Heart" — 3:59
9. "All England's Eyes" — 4:47
10. "The Last Dance" — 3:39

### Skiva 2 (utökad utgåva 2005)
1. "How Far Jerusalem" [Demo] — 5:45
2. "Endless Love" [Demo] — 3:49
3. "Before First Light" [Demo] — 4:26
4. "All England's Eyes" [Demo] — 4:50
5. "Come On Young Love #1" [Demo] — 3:47
6. "Come On Young Love #2" [Demo] — 3:30
7. "Les Morts Dansant" [Demo] — 5:07
8. "The Last Dance" [Demo] — 4:09
9. "Interview with Tony Clarkin and Bob Catley" — 24:46

## Singlar
- "Just Like An Arrow" (mars 1985)
- "On A Storyteller's Night" (maj 1985)